# Шпрее
Шпрее, інколи Спрева (нім. Spree, МФА: [ˈʃpʁeː]; в-луж. і н-луж. Sprjewja, заст. чеськ. Spréva) — річка на сході Німеччини, ліва притока Гавеля, в басейні Лаби.

## Географія
Довжина річки близько 400 км. (у ряді джерел вказуються інші цифри — 382 км, 398 км, 403 км). Площа басейну — 9 793 км². Середня витрата води становить близько 40 м³/с.
Річка починається у Лужицьких горах неподалік від кордону з Чехією. Вона має три визнані джерела. Тече переважно на північ, протікає через федеральні землі Саксонія, Бранденбург та місто Берлін. У нижній течії тече через історичну область Шпреевальд. Перетинаючи Берлін, Шпрее впадає до річки Гафель у західній частині німецької столиці. Шпрее судноплавна і є частиною водного шляху Ельба — Одер.

## Галерея

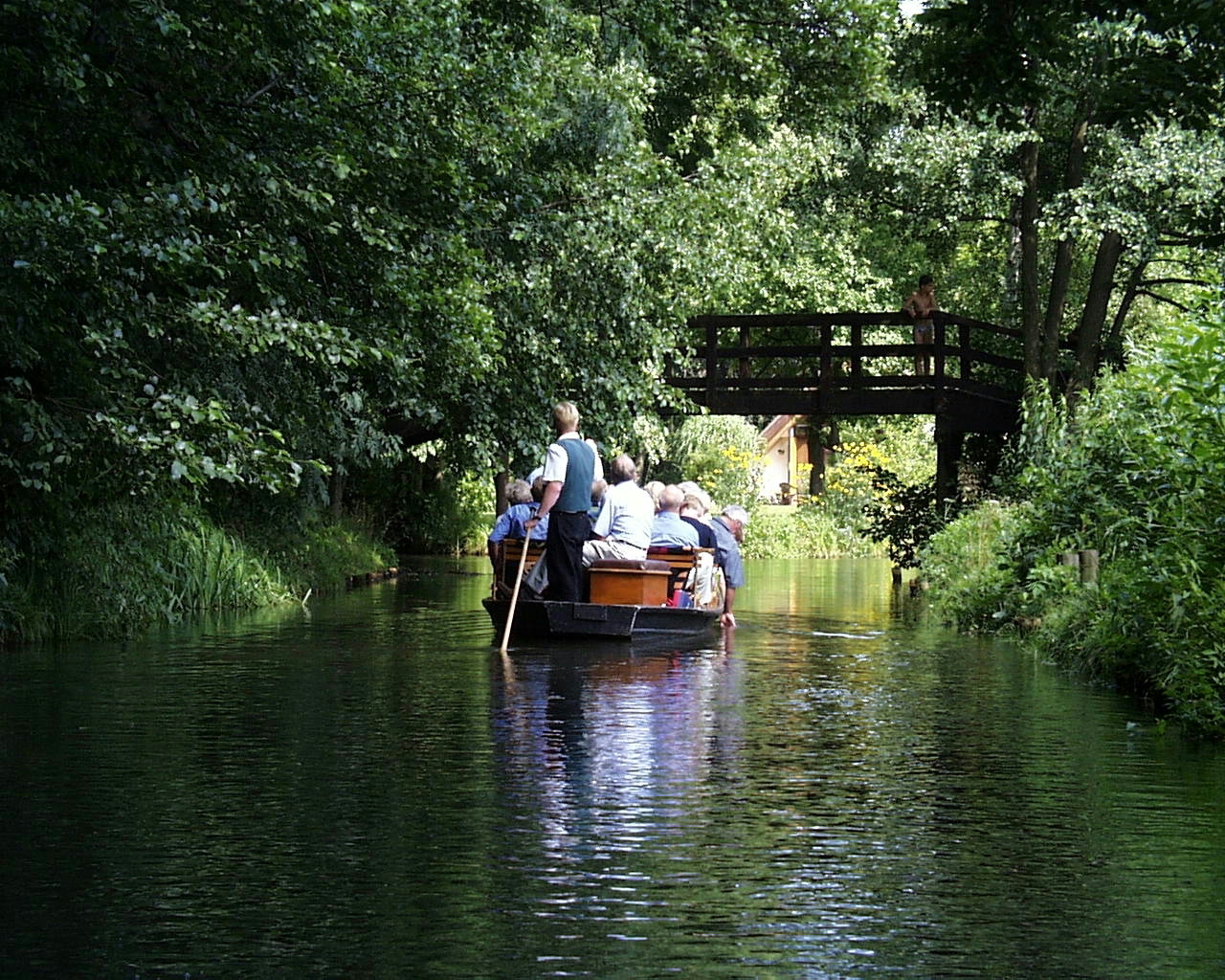
Екскурсія на човні в Шпреевальді
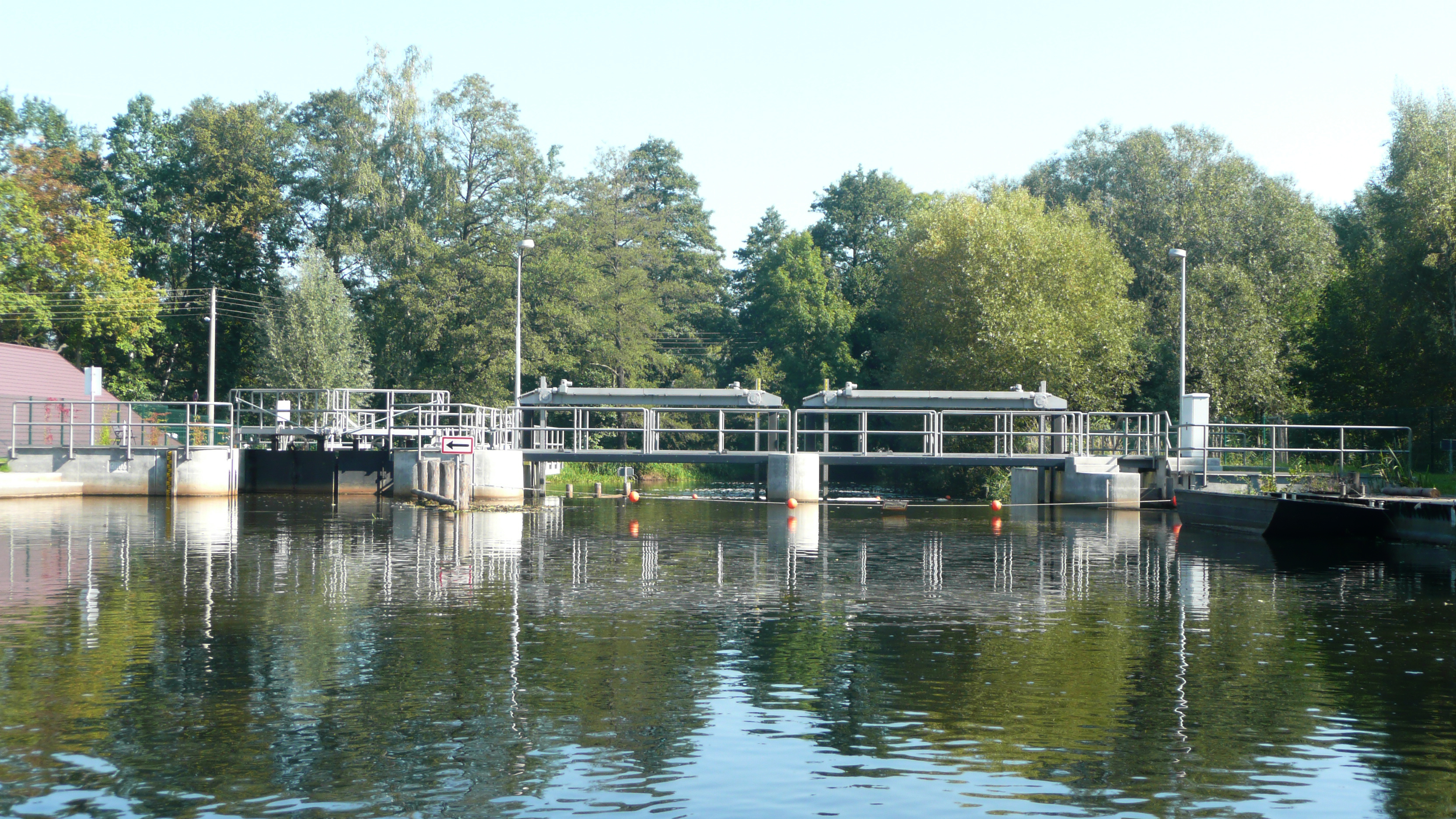
Шпрее в Люббенау
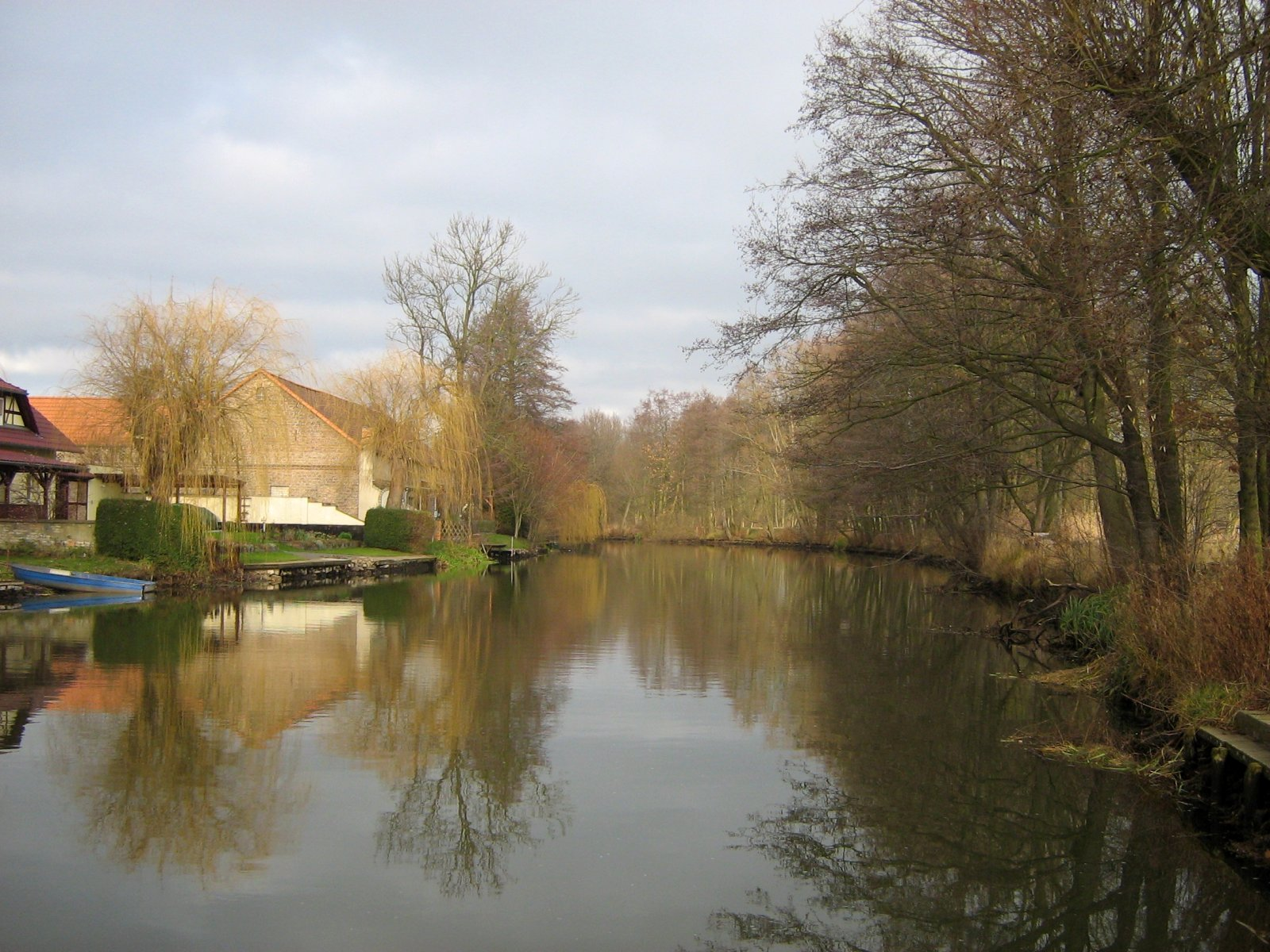
Шпрее в Ляйбші
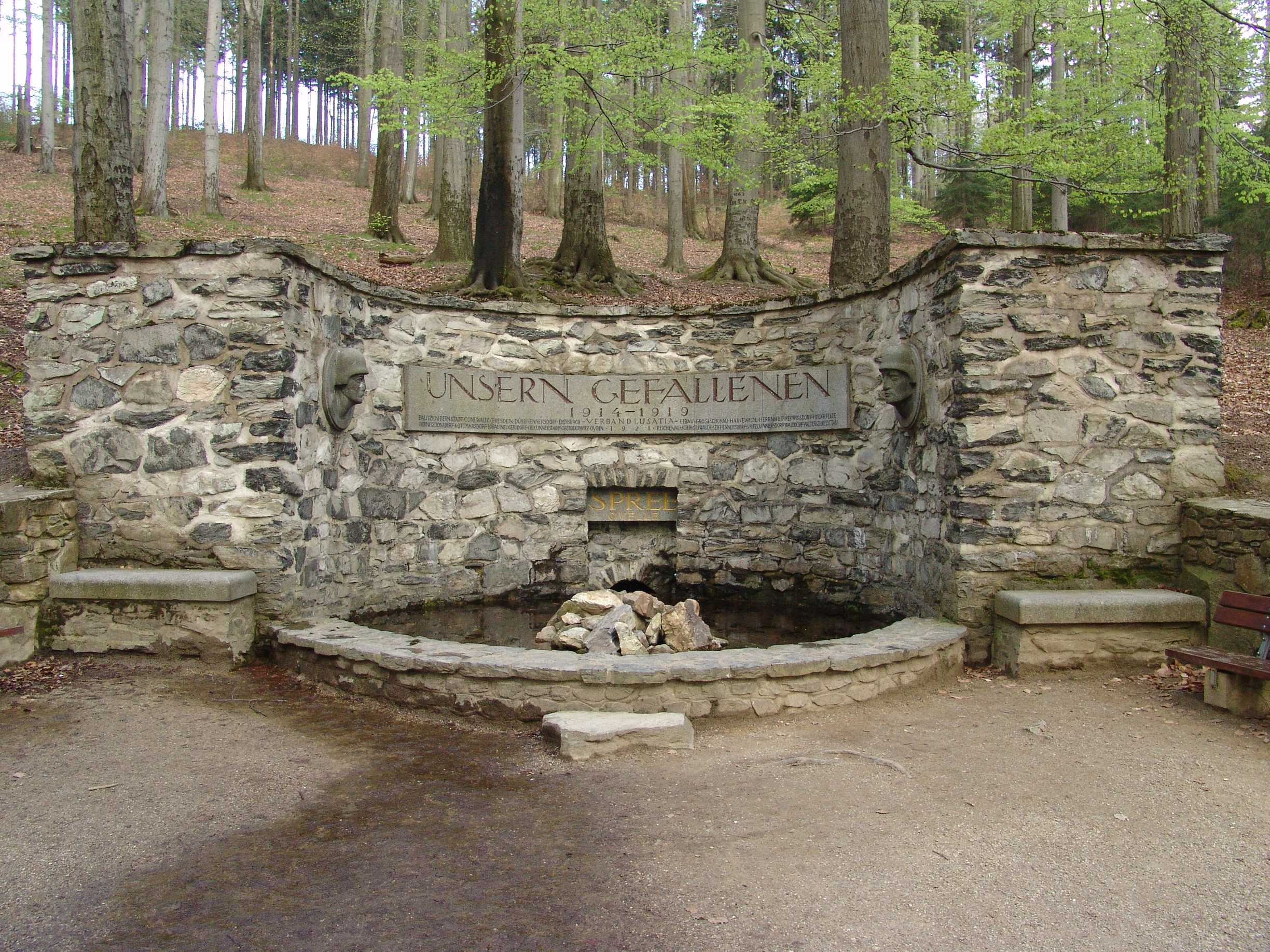
Джерело в Котмарі, початок річки Шпрее